# Scrimă

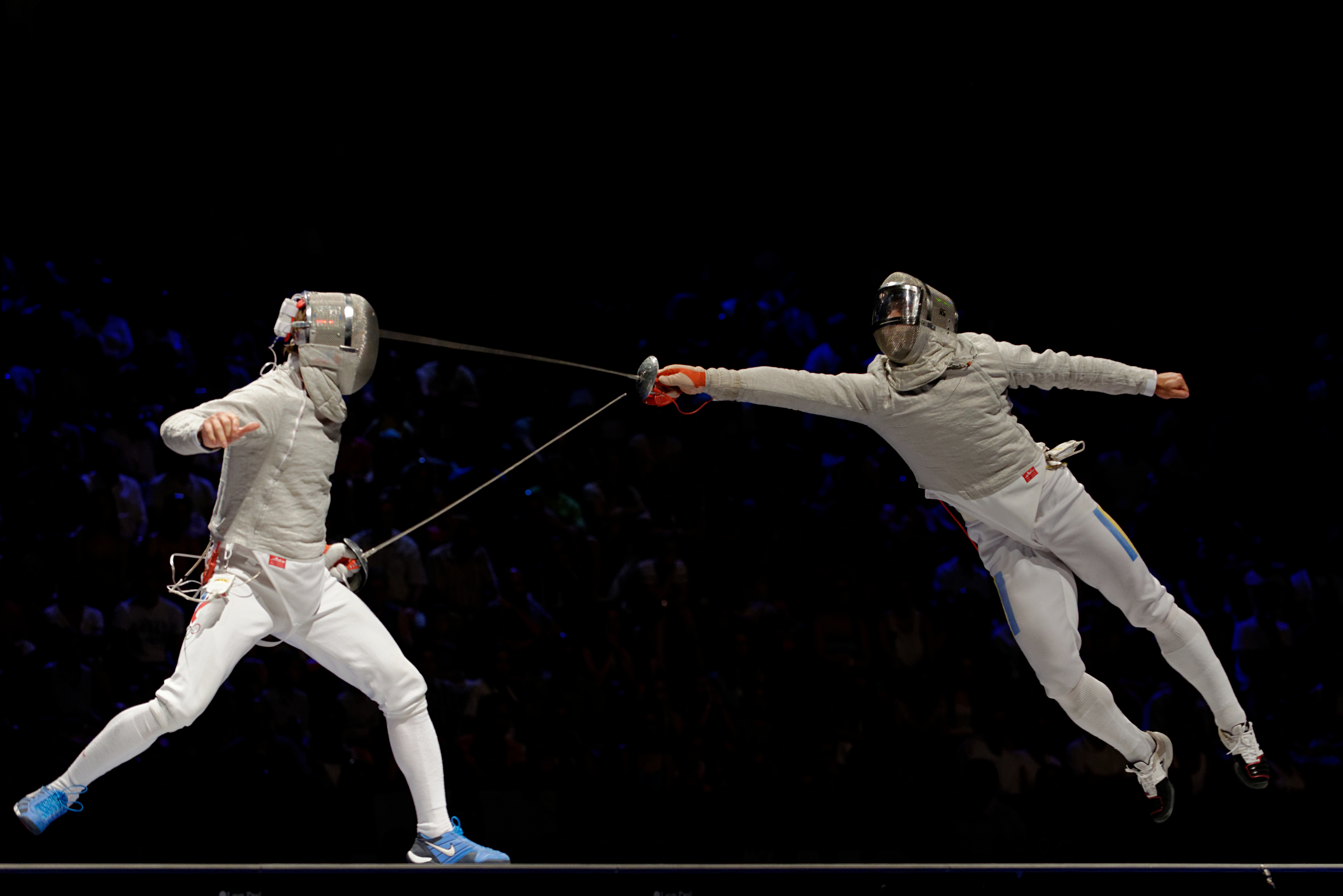
Sabie: Tiberiu Dolniceanu (în dreapta) îl atacă pe Veniamin Reșetnikov

Scrima este arta de a mânui armele albe, în special o floretă sau sabie cu vârful bont. După apariția armelor de foc și-a pierdut progresiv destinația militară, dar folosirea baionetei și practica duelului s-au menținut în Occident până la mijlocul secolului al XX-lea. La sfârșitul secolului al XIX-lea, s-a dezvoltat ca activitate de agrement. În prezent este un sport de combat în care armele folosite sunt floreta, spada și sabia. Este inclusă în programul olimpic încă de la prima ediție a Jocurilor Olimpice moderne din 1896. Este și o parte din disciplinele pentatlonului modern. Sportul este organizat și condus de Federația Internațională de Scrimă (prescurtat FIE), la care în prezent sunt afiliate 145 de asociații naționale.
Limba oficială folosită în cadrul competițiilor internaționale este franceza. O mare parte din vocabularul vine din franceză sau italiană, și cel mai recent din engleză. În jargonul scrimei, scrimerii sunt numiți și trăgători (în franceză tireurs). Ei nu joacă, ci trag. Nu sunt puncte, ci tușe (în franceză touches) sau lovituri. Lama armei se numește și fierul. Un scrimer specializat pe floretă este un floretist; cel specializat pe spadă este un spadasin și cel specializat pe sabie este un sabrer. Lupta între doi trăgători este un asalt. Când contează scorul, este vorba de un meci. Pe echipe, se numește o întâlnire.

## Istoric
Lupta cu arme din lemn, apoi din piatră și din metal, este atestată din Preistorie. Din acest punct de vedere, istoria scrimei, adică a tehnicii și a artei de a mânui armele albe, este foarte veche. Primele competiții de scrimă cunoscute, cu scrimeri, arme „false”, reguli, arbitri și spectatori, datează din Egiptul antic. Totuși, scrima este considerată în Antichitatea ca o formă de instruire militară: chiar gladiatorii se pregătesc, nu pentru competiție sau pentru sport, ci pentru supraviețuire din cadrul unei lupte armate cu spectatori. Doar după apariția armelor de foc și-a pierdut progresiv destinația militară. La sfârșitul secolului al XIX-lea s-a dezvoltat ca activitate de agrement și ca sport.

## Cele trei arme
|                                     | Floretă                                                          | Spadă                                                         | Sabie                                                                   |
| Lungime totală maximum              | 110 cm                                                           | 110 cm                                                        | 105 cm                                                                  |
| Lungime totală maximum al mânerului | 18 cm                                                            | 18 cm                                                         | 17 cm                                                                   |
| Greutate totală                     | 500 g                                                            | 770 g                                                         | 500 g                                                                   |
| Formă cochiliei                     | formă de farfurie (montare excentric neautorizat)                | forma de cupă, muchie circulară (montare excentric autorizat) | formă plină, dintr-o singură bucată, foarte netedă                      |
| Diametru cochiliei                  | 12 cm                                                            | 13,5 cm                                                       | 15 cm                                                                   |
| Lamă                                | ușoară și flexibilă                                              | rigidă                                                        | ușoară și flexibilă                                                     |
| Mâner                               | ortopedic (pistol) sau drept (francez, foarte rar în competiții) | ortopedic (pistol) sau drept (francez)                        | drept                                                                   |
| Secțiune                            | dreptunghiulară                                                  | triunghiulară                                                 | triunghiulară în partea tare a lamei și dreptunghiulară în partea slabă |
| Vârf                                | pointe d'arrêt                                                   | pointe d'arrêt                                                | repliat                                                                 |
| Mod în care se dau tușele           | împungere (presiunea necesară pe vârf: 500 g)                    | împungere (presiunea necesară pe vârf: 750 g)                 | împungere, tăiș și contratăiș                                           |
| Suprafață valabilă                  | trunchiul, cu excluderea membrelor și capului                    | întregul corp, inclusiv masca, mănușa și pantofii             | partea superioară a corpului (trunchiul, brațele și masca)              |
| Tușă dublă                          | nu (prioritate atacului)                                         | da                                                            | nu (prioritate atacului)                                                |
| Lampă albă (tușe nevalabile)        | da                                                               | nu                                                            | da (echipament defectuos)                                               |

### Floreta

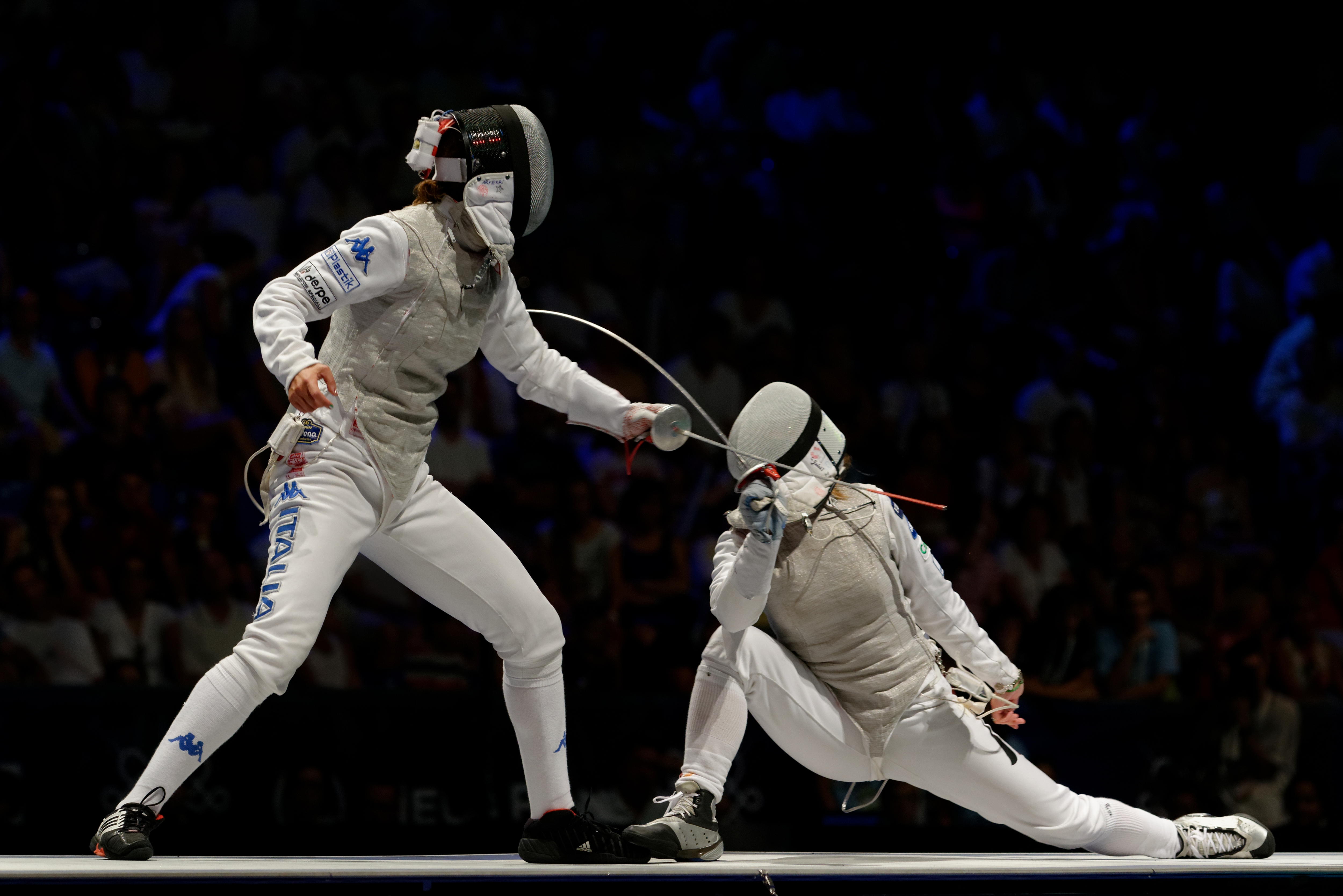
Carolin Golubytskyi (D) o lovește pe Arianna Errigo pe spate (S)

Atât spada, cât și floreta (franceză fleuret) sunt arme de împungere: atacurile se execută numai cu vârful. Suprafața valabilă de lovit se limitează la trunchi, cu excluderea membrelor și capului, ci include șpatul. Este acoperită de un lamé (sau vestă electrică), confecționat din țesătură conductivă. Floreta este dezvoltată din armele de antrenament ale sfârșitului secolului al XVI-lea în Franța și Italia, cu vârf bont sau pliat, protejat cu o bucată de pânză („butonul”): fiindcă masca de scrimă nu exista încă, contraatacurile și loviturile spre față erau interzise pentru a evita accidentările. Numele armei vine din franceză fleuret, care vine însuși probabil din italiană fioretto, „floare mică”, din similaritatea cu butonului.
Tușa este atribuită când unul dintre cele doi trăgători a lovit pe suprafața valabilă. În schimb, lovitura care ajunge pe suprafață nevalabilă nu aduce nicio tușă. În prezent, în competiție, materialitatea tușei este determinată de un aparat electric: se aprinde o lampă colorată (verde sau roșie) când tușa este valabilă, ci o lampă albă când tușa este nevalabilă. Pentru a declanșa orice lampă, presiunea asupra vârful armei trebuie să fie mai mare decât 500 g (adică, greutatea unei floretă) pentru o perioadă mai mare decât 14 ms. Atât floreta cât și sabia sunt arme convenționale: orice atac trebuie să fie parat sau eschivat complet; când cei doi trăgători sunt loviți în același timp, cel ce a executat atacul are prioritatea. Dacă niciun trăgător are prioritatea, ambii atacuri fiind simultani, nu este nicio tușă. La ambele arme, se interzice protejarea și substituirea suprafeței valabile cu o altă parte a corpului prin acoperire. 
În opinia campionului olimpic Brice Guyart, floreta este mai ales o armă de preciziune: pentru a avea succes, trebuie să impună un ritm fizic greu de urmat de adversarul, menținându-se în același timp preciziunea vârfului. Este încă de mai multe ori considerată ca arma de referință: practică ei presupune o bună înțelegere a „frazei de arme”, adică succesiunea acțiunilor ofensive, defensive și contraofensive. Deci este floreta și în prezent recomandată deseori ca armă de învățare pentru debutanți. Pentru multă vreme a fost singura armă autorizată pentru femeie.
Floreta modernă de competiții se caracteriză prin cercetarea a corp la corp pentru a împiedica atacul adversarului, prin atacurile cu bratul strâns și cu utilizarea „lovituri aruncate” (engleză flick), prin care trăgătorul imprimă floretei o mișcare de „bici” și poate lovi la un unghi imposibil în mod normal.

### Spada

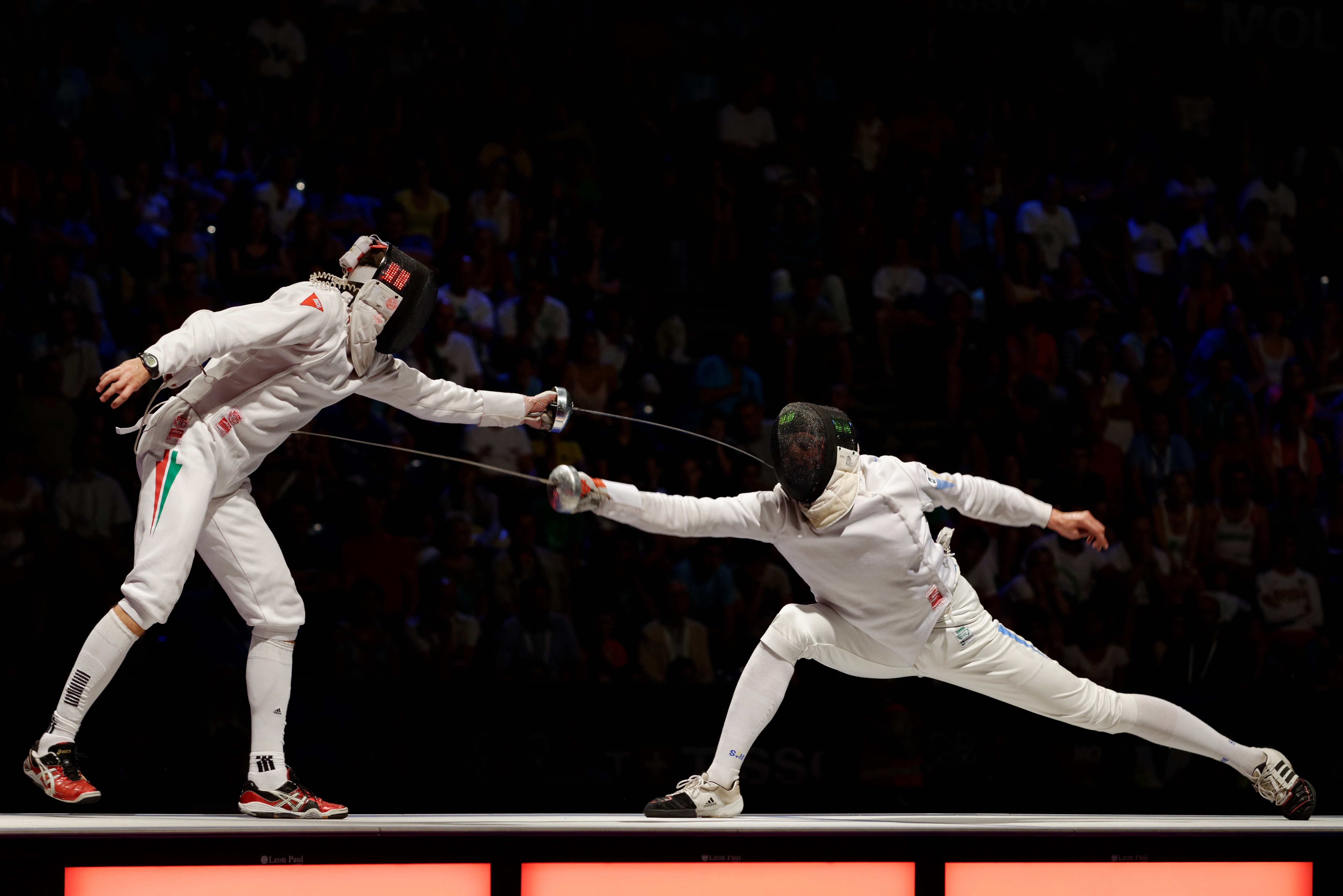
Géza Imre (S) și Vitalii Medvediev (D) se lovesc simultan

Ca și floreta, spada (franceză épée) este o armă de împungere: atacurile se execută numai cu vârful. Este cea mai greă din cele trei arme. Este derivată din rapieră, o spadă cu lamă lungă și fină, apărută la sfârșitul secolului al XV-lea, folosită inițial pentru dueluri. Suprafața valabilă de lovit cuprinde întregul corp, inclusiv masca, mănușa și pantofii.
Pentru spectatorii, este cea mai simplă armă de înțeles. La spadă nu există prioritate: primul care lovește a marcat tușa. Pentru a aprinde lampa, presiunea asupra vârful armei trebuie să fie mai mare decât 750 g pentru o perioadă mai mare decât 2 ms. Când cei doi trăgători sunt loviți în același timp (în mai puțin de 40 ms, adică 1/25 s) este vorba de o lovitură dublă–cunoscută, pe vremea duelului, ca „lovitura celor două văduve”.
Deoarece nu există prioritatea atacului, ritmul unui meci la spadă poate să fie foarte lent: ambii scrimeri se observa reciproc, pe o perioadă îndelungată de pregătire, pentru a găsi o cheiță sau o breșă în jocul adversarului. Trăgătorul care conduce scorul poate să „gestioneze” meci prin tușe duble. Pentru a evita pasivitatea excesivă, a fost introdusă regula de „lipsă de combativitate evidentă” sau „non-combat”: dacă un minut se scurge fără lovitură sau dacă o distanță excesivă (mai mare decât un pas-fandare) este menținută pentru mai mult de 15 secunde, meciul se oprește și trece direct la repriza următoare. În opinia campionului olimpic Éric Srecki, un spadasin bun trebuie să demonstreze anduranță și explozivitate; este mai bine să fie înalt, să aibă bratele lungi și să fie răbdător. 
Spada este singura armă la pentatlon modern. Fiecare meci durează un minut; ca și în duel până la primul sânge, cel ce lovește câștigă asaltul. Spada feminină a fost introdusă la Campionatele Mondiale chiar în 1988 la Criterium-ul de la Orléans, franțuzoaica Brigitte Benon cucerind medalia de aur. Probele au apărut la Jocurile Olimpice chiar la Atlanta 1996, Laura Flessel fiind prima campioană olimpică la acestă armă.

### Sabia

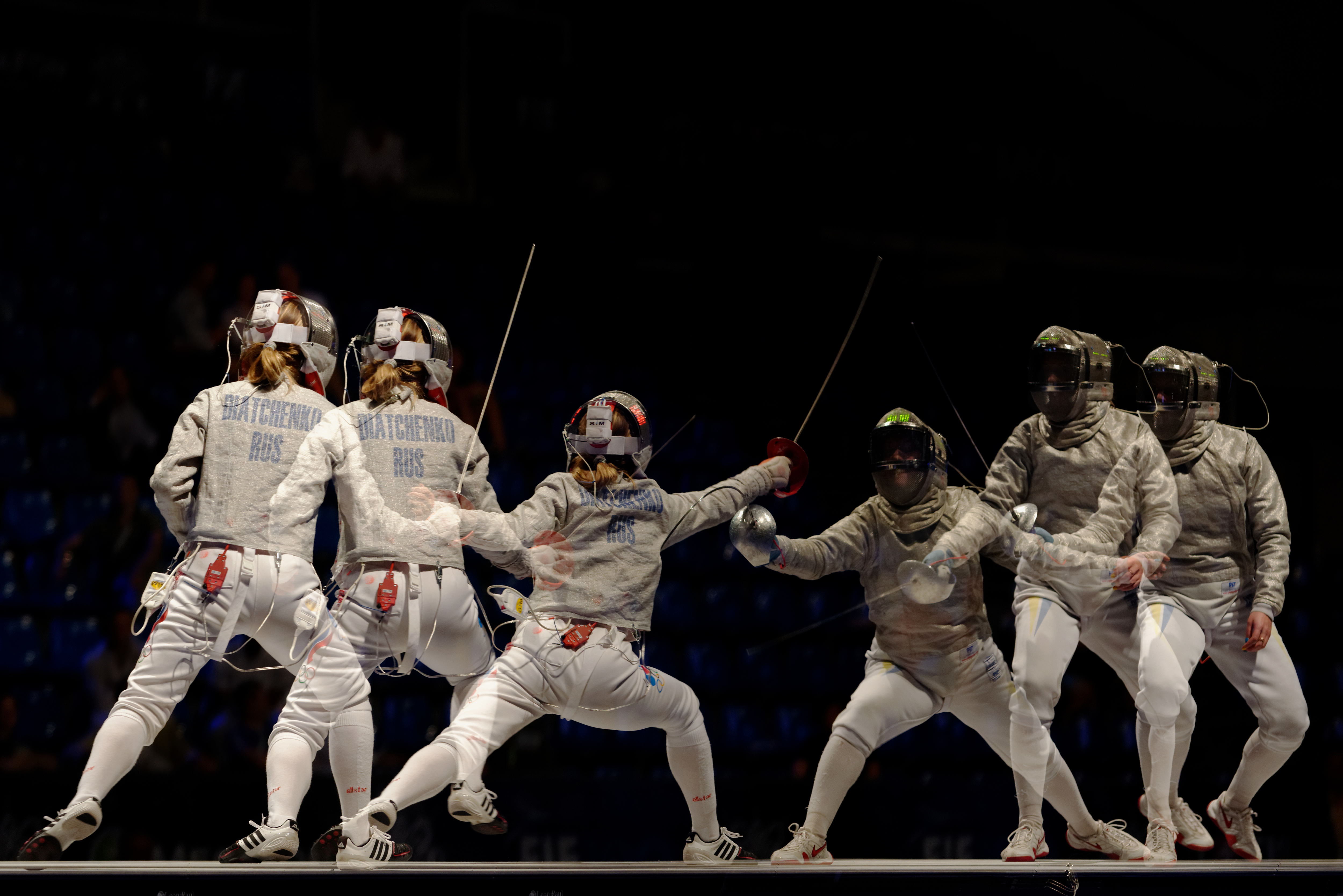
Descompunere unui atac la sabie

Spre deosebire de floretă și spadă, sabia este o armă de împungere, de tăiș și de contratăiș: tușele se pot executa cu vârful și cu ambele laturi ale lamei. Ca și la floretă, sabrerul poartă un lamé (vestă electrică). Acestă armă este derivată din sabia ușoară (în italiană sciabola), creată în Italia la mijlocul secolului al XIX-lea pentru dueluri Suprafața valabilă de lovit cuprinde partea superioară a corpului, din cap până în pliu inghinal, și anume, trunchiul, brațele, manșeta mănușii și masca. Primul sistem de apărare la sabie a fost creat de maestrul maghiar László Borsody (d. 1941); cuprinde terță, cvartă și chintă. Stilul modern la sabie, cunoscut și ca „al doilea sistem”, a fost creat de maestrul italian Italo Santelli (1866-1945) când lucra în Ungaria; cuprinde primă, secundă și chintă.
Mișcările fiind extrem de rapide la sabie, o probă de sabie este greă de înțeles de publicul larg. Cu toate acestea, mișcările pot fi foarte spectaculoși. Din cauza regulei de prioritate, atacul prevalează asupra apărarea. Campionul olimpic Mihai Covaliu descrie sabia ca „un sport simplu și dur, ca la ruleta rusească, în două minute poți fi sus sau jos”. În opinia dublului campion olimpic Jean-François Lamour, un sabrer bun este luptător și agresiv; trebuie să fie capabil să ia decizii cu rapiditate și să aibă o capacitate bună de analiză.
Pentru a evita deplasările permanente la un capăt la celălalt al planșei, orice mișcare către înainte a piciorului din spate care depășește complet piciorul din față, inclusiv pasul încrucișat înainte și fleșa, este interzisă la sabie din 1994. Deci, a fost inventat flunge-ul (cuvânt telescopat construit din engleză flying lunge, fandare volantă), o mișcare caracteristică a sabiei, care combină o săritură către înainte și o extindere bratului înarmat cu intenția de a-l lovi pe adversarul, de cele mai multe ori la mască.
Sabie feminină a fost introdusă la Campionatele Mondiale chiar în 1999 la ediția de la Seul, azera Elena Jemaeva cucerind medalia de aur. Probele au apărut la Jocurile Olimpice chiar la Atena 2004, americanca Mariel Zagunis fiind prima campioană olimpică la acestă armă.

## Echipament
Ținuta regulamentară este alcătuită din:
- o mănușă pentru mâna înarmată (cu o manșetă conductoare la sabie)
- un costum alb (bluză și pantalon)
- un plastron de protecție purtat sub costum, în partea brațului înarmat
- o vestă conductoare sau lamé (la floretă și la sabie)
- o protecție de piept (pentru femei)
- ciorapi trei sferturi
- pantofi

Echipamentul este completat de armele, de o mască cu plasă metalică și, în competiție, de fire pentru aparatul electric de control al tușelor. Ținuta de scrimă a fost dintotdeauna realizată dintr-un țesut flexibil, dar rezistent, de pildă pânză de velă. Din motive de siguranță, caracteristicile ținutei sunt în prezent strict reglementate. La competițiile internaționale, ținuta trebuie să fie rezistentă la 800 Newton. Cerințele la nivel național diferă de la o țară: norma 350N poate fi suficiente. Pentru a asigura securitatea și buna funcționare semnalizări electrice, material trebuie să fie curat și în stare bună.
În cele mai multe competiții, trebuie să aibă numele și naționalitatea înscrise pe spatele vestei. Fiecare țară își stabilește „ținuta națională” (inclusiv masca), un singur design pentru toți scrimerii acelei țări participanți la o competiție de nivel înalt. Toate culorile sunt permise pe îmbrăcăminte, cu excepția culorii negre.

## Tehnică

### Poziție de gardă
Garda este poziția de bază, în care scrimerul este pregătit să atace, să apare și să contraatace. Trăgătorul se ține drept. Piciorul din față se pune spre adversarul. Picior din spate este plasat în unghi drept, la o distantă de aproximativ două picioare. Genunchii sunt îndoit ușor, pentru a menține centrul de greutate în jos. Trunchiul este în același plan ca brațul înarmat, piciorul din față și călcâiul piciorului din spate, pentru a reduce ținta oferită adversului. Brațul neînarmat funcționează ca balansier. Poziția de gardă depinde de armă: îndoirea genunchilor este mai redusă la spadă decât la floretă pentru a menține mobilitatea. Extinderea brațului înarmat este mai mare la spadă, pentru a proteja „avansatele” (în franceză avancées), adică mâna, antebrațul și brațul înarmat, genunchiul și picior din față. Arma se tine în poziție de sixtă la floretă și la spadă, și în poziție de terță la sabie.
Asaltul se încep cu punerea în gardă. Trăgătorul chemat primul trebuie să se pune în dreapta arbitrului, cu excepția cazului în care este singurul stângaci. Repunerea în gardă este efectuată după fiecare comandă „Stai!”

### Linii și poziții
Liniile de scrimă au fost definite pentru prima dată de italianul Giacomo di Grassi în Ragione di adoprar sicuramente l'arme si da offesa, come da difesa (Motive pentru a folosi arme într-o manieră sigură, în atac sau în apărare). În școala franceză de scrimă se diferențiază opt poziții (la floretă) de pe baza cărora se fac parade și prize de lamă. Sunt definite în raport cu corpul scrimerului (la stânga sau la dreapta), cu direcția vârfului (mai sus sau mai jos decât mana) și cu priza mânerului (în supinație: palma manei spre în jos, sau în pronație: palma manei spre în sus).

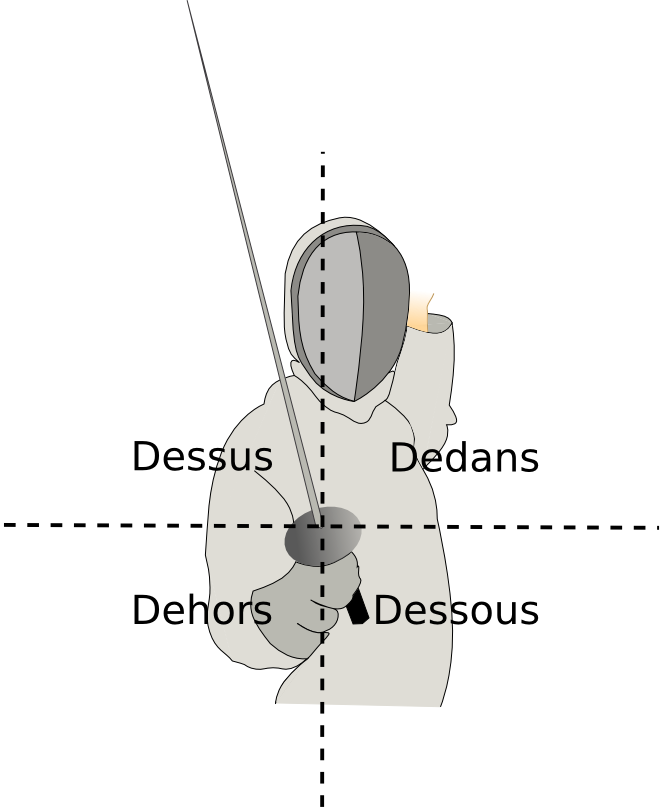
Linii la scrimă

Linia superioară (ligne du dessus) este apărată de:
- terța, priză în pronație (poziție de gardă normală la sabie)
- sixta, priză în supinație (poziție de gardă normală la spadă și la floretă)

Linia interioară (ligne du dedans) este apărată de:
- chinta, priză în pronație (la sabie, chinta protejează capul)
- cvarta, priză în supinație

Linia exterioară (ligne du dehors) este apărată de:
- seconda, priză în pronație
- octava, priză în supinație

Linia inferioară (ligne du dessous) este apărată de:
- prima, priză în pronație
- septima, priză în supinație

### Deplasări
Planșa de scrimă fiind îngustă, deplasările sunt, în principal, pe direcția înainte și înapoi. 
Pasul înainte (în franceză marche) sau înapoi este deplasarea de bază. În pasul înainte, se avansează piciorul din față (piciorul dominant), apoi piciorul din spate, la o distanță de două picioare unul de altul. Picioarele nu se încrucișează. Este vorba de „a câștiga măsura” (adică, distanța). În deplasarea inversă (în franceză rompre, literalmente: a sparge), scrimerul se îndepărtează de adversarul, fie pentru a-se apăra, fie pentru a pregăti o ripostă, fie pentru, pur și simplu, „a sparge” măsura adversarului.
În pasul încrucișat înainte (în franceză passe avant), se avansează piciorul din spate înainte de piciorul din față, apoi piciorul din față se repune înainte, la distanța inițială, încrucișându-se picioarele. Pasul încrucișat înainte este interzis la sabie și se sancționează cu un cartonaș galben; tușa eventual dată de trăgătorul care și-a încrucișat picioarele este anulată. Pasul încrucișat se poate și executa spre înapoi (în franceză passe arrière). În ambele cazuri, pasul încrucișat implică un dezechilibru și se fac doar la o distanță suficientă sau în caz de urgență.

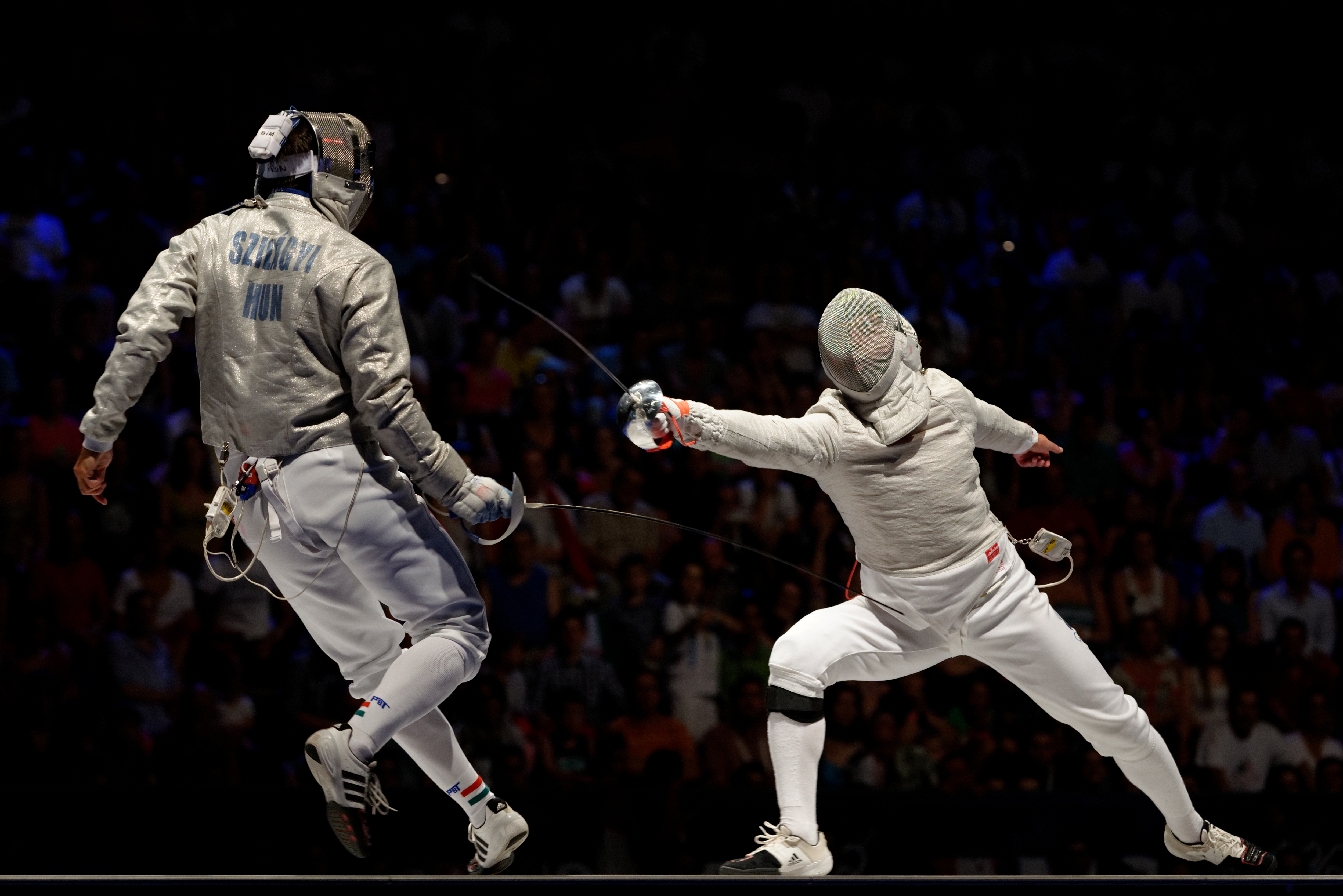
Pasul încrucișat înapoi  (la stânga) la sabie

Fandarea (în franceză fente) este una dintre cele mai caracteristice mișcări ale scrimei. Din poziție de gardă, scrimerul lansează înainte piciorul din față, în timp ce împinge puternic cu piciorul din spate, propulsând corpul spre înainte. Scopul este de a câștiga accelerare și amplitudine pentru a lovi. Extinderea brațului înarmat urmată de o fandare este o dezvoltare (în franceză développement). În trecut se recomanda ca piciorul nedominant să stea cât mai plat posibil pe planșă. În prezent fandarea se termină de cele mai multe ori cu talpa piciorului nedominant desprinsă de planșă.

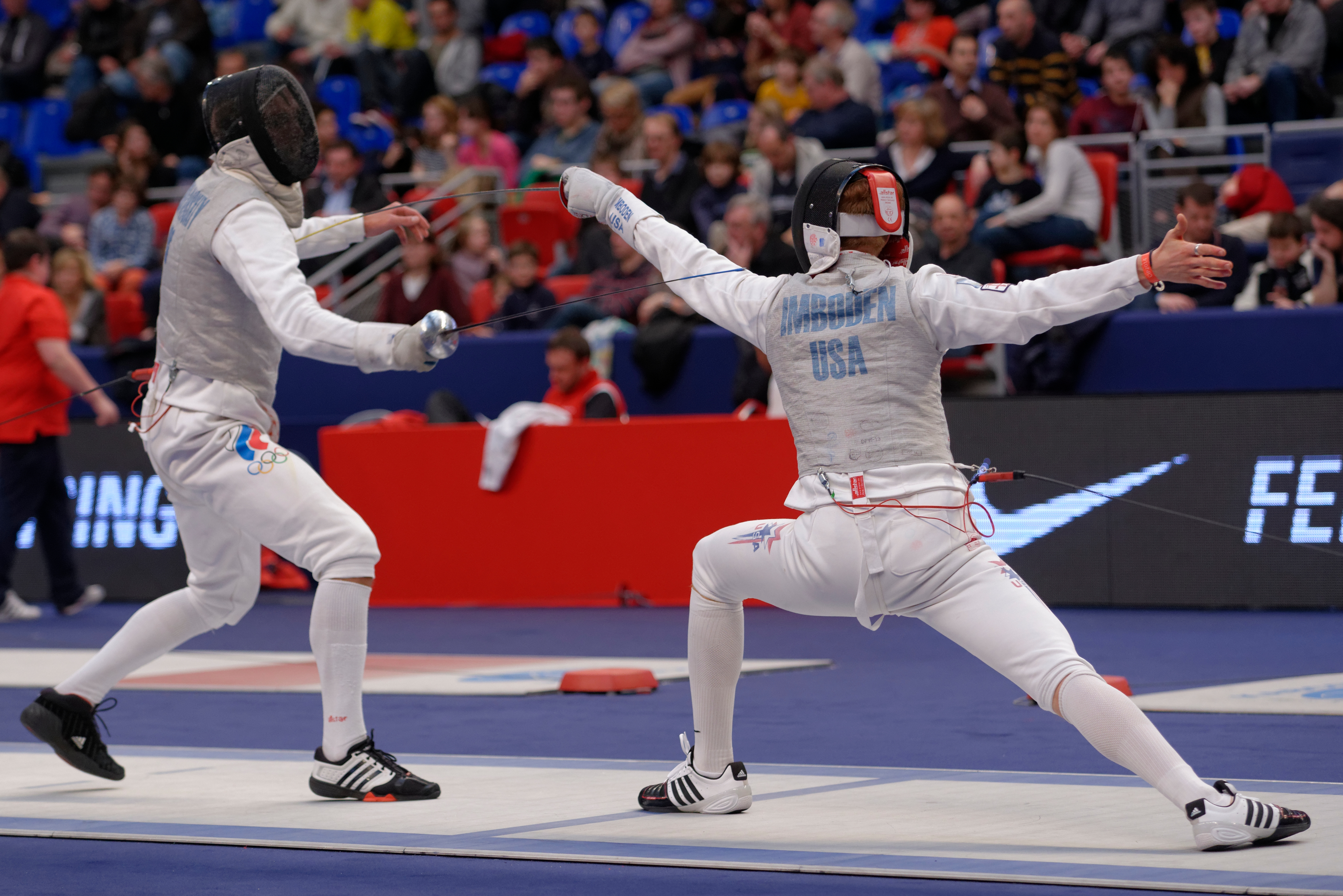
Fandare (la dreapta) la floretă, piciorul nedominant plat pe planșă
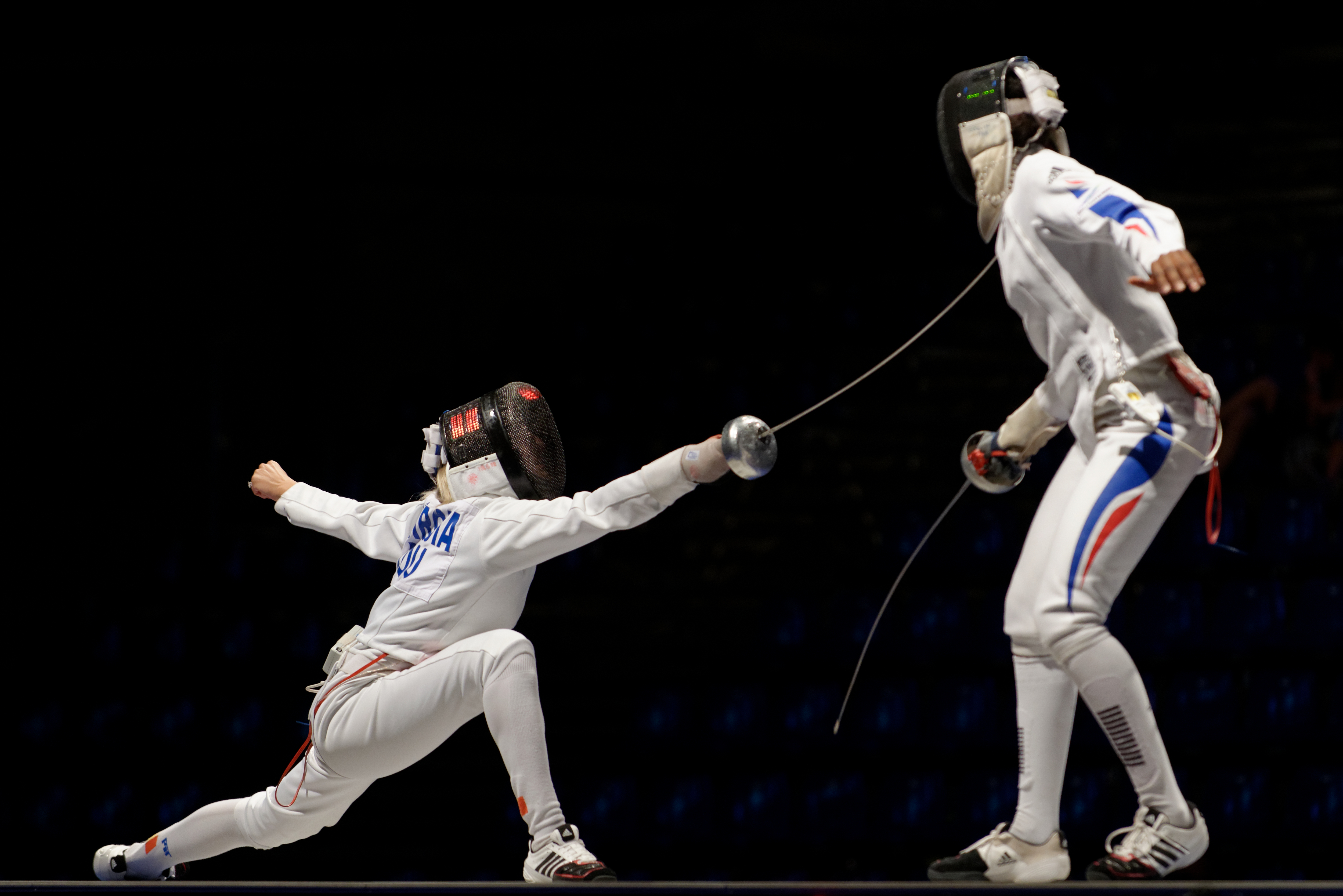
Fandare (la stânga) la spadă
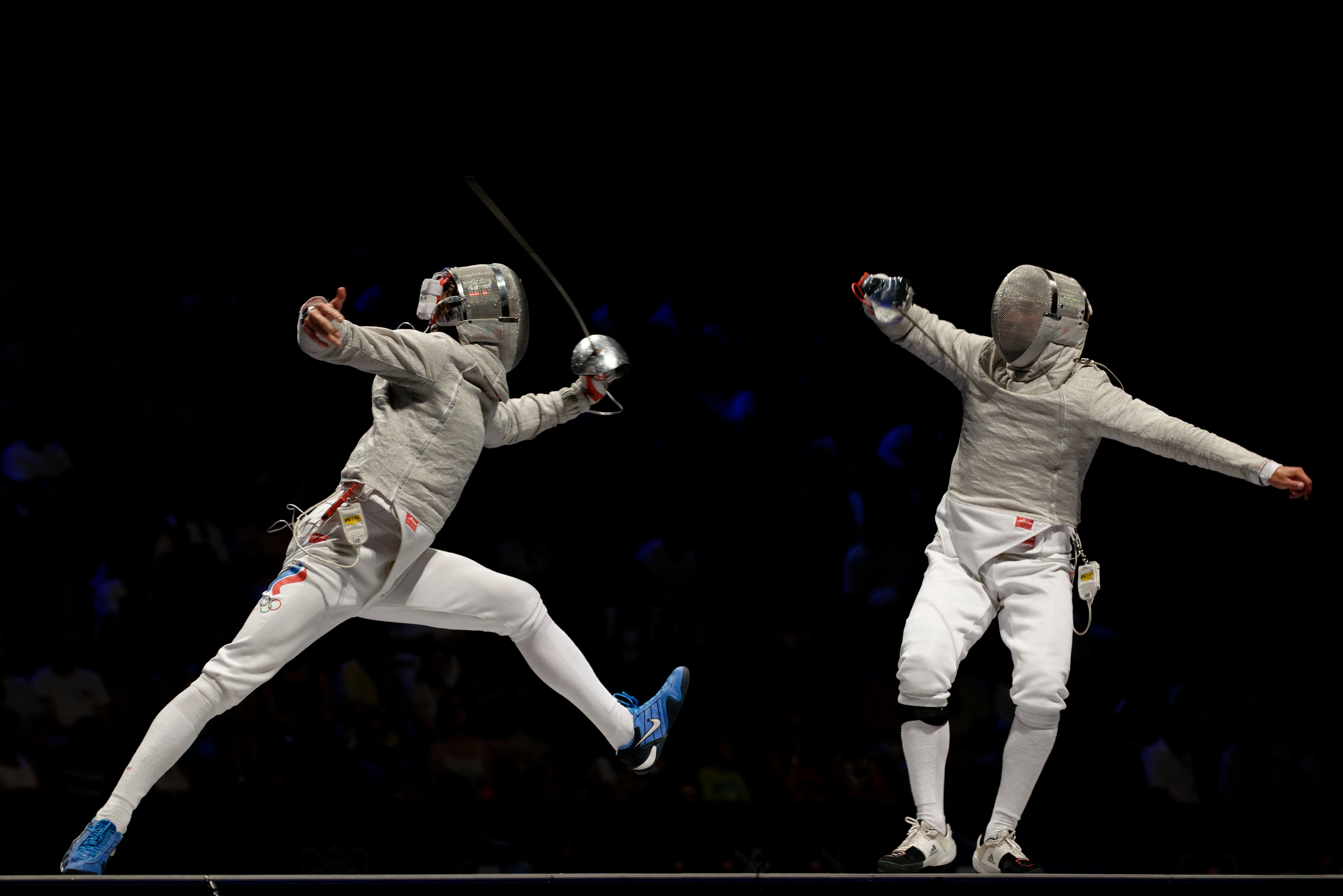
Fandare (la stânga) la sabie

Spre deosebire de fandarea, care se execută din o poziție de echilibru, fleșa (din franceză flèche, literalmente săgeată) se face într-o pierdere echilibrului. Scrimerul își transferă greutatea pe piciorul din față și, în același timp, extinde brațul înarmat spre țintă. Impulsul se dă din vârful piciorului din față si piciorele se încrucișează în cursul fleșei. Scopul este să loveze înainte sau în același timp ca piciorul nedominant să revină pe plansă. Succesul atacului se bazează pe surpriză și viteză: scrimerul pornește „ca o săgeată”. La spadă, o fleșă insuficient de rapidă declanșează adeseori o oprire din partea adversarului, rezultând intr-o tușă dublă. Ca și pașul încrucișat înainte, flesă este interzisă la sabie. Fleșa care se termină cu corp la corp nu este interzisă la floretă sau la spadă, dar nu poate fi terminată printr-un șoc sau o busculadă.

Fleșă (la dreapta) și oprire (la stânga) la spadă
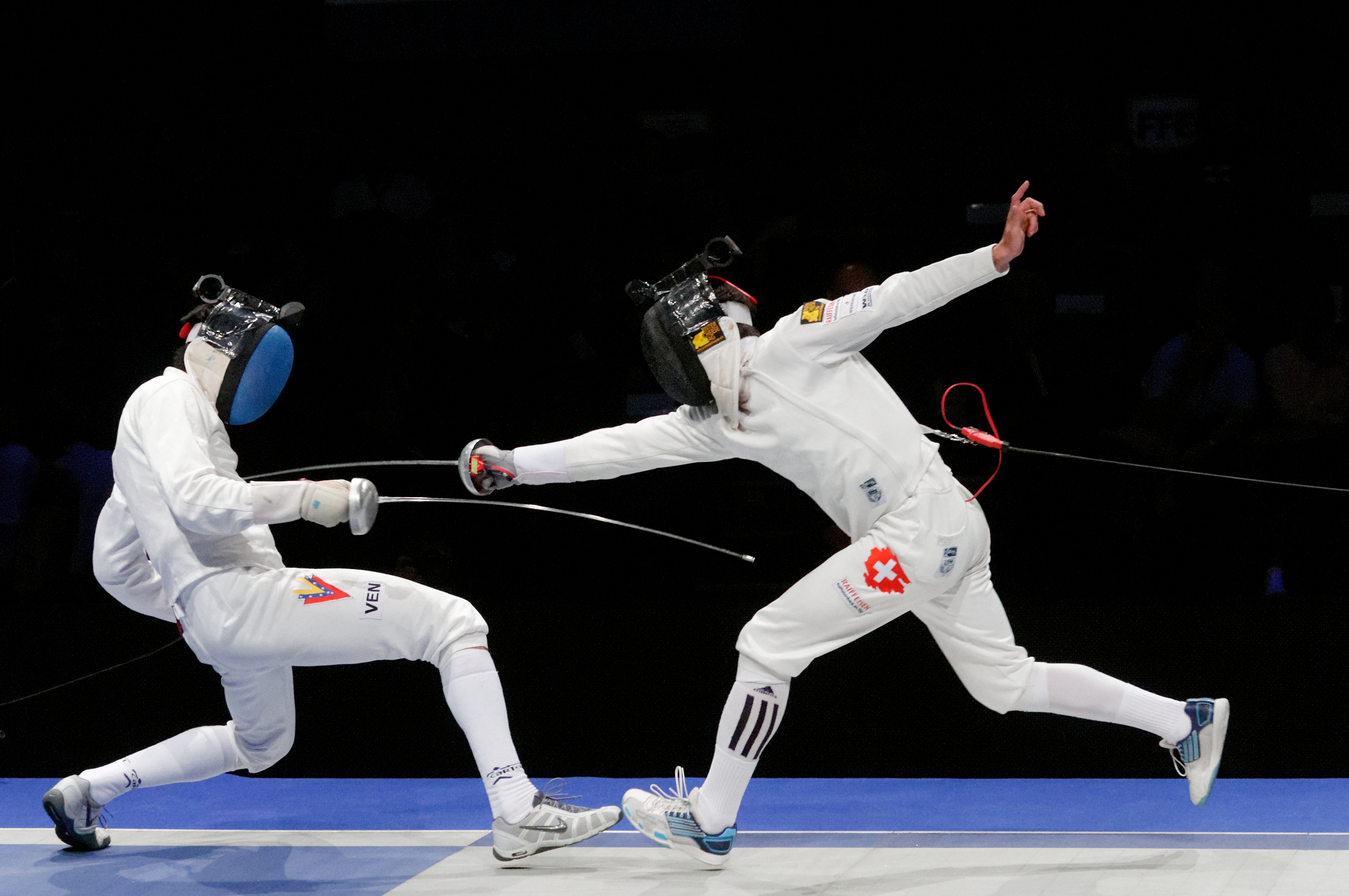
Fleșă (la dreapta) la spadă
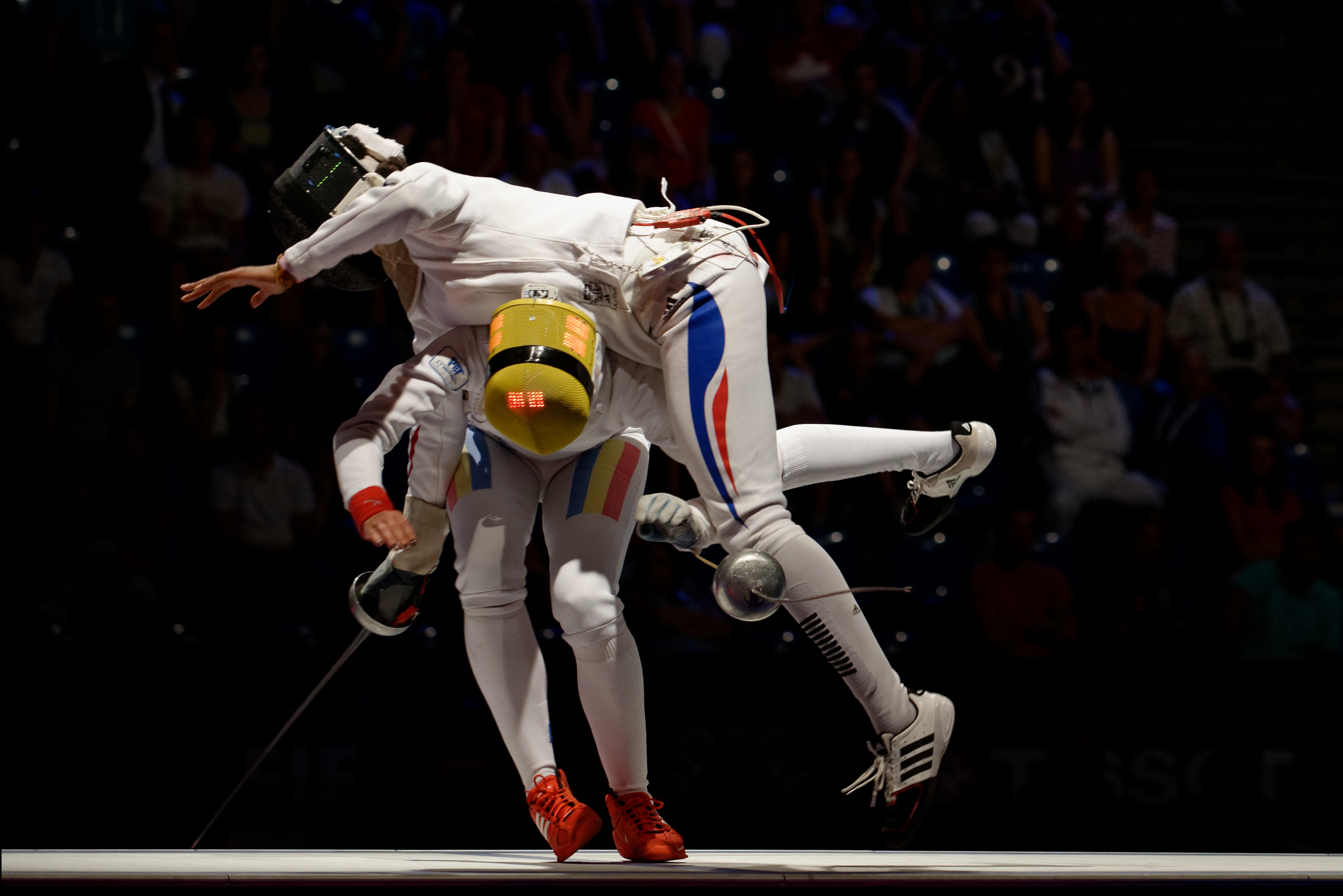
Fleșă (la dreapta) care se termină printr-un șoc: cartonaș roșu

### Acțiuni ofensive
Atacul este definit ca „acțiunea ofensivă inițială, executată prin întinderea brațului și amenințarea continuă a suprafeței valabile a adversarului, precedând declanșarea fandării sau fleșei” (t.7 regulamentului pentru probe FIE). Acțiunea acesta conferă prioritatea la armele convenționale. Riposta este acțiunea ofensivă care urmează o paradă; contrariposta este acțiunea ofensivă care urmează o ripostă. Când atacul se poartă în timpul atacului adversarului și încercă să ajunge înainte de acesta, este vorba de o acțiune contraofensivă.
Atacul poate să fie simplu (într-un singur timp) sau compus (precedat de una sau mai multe fente).
- împungerea dreaptă: un atac simplu și direct, purtat în linia lăsată deschisă de adversarul, prin extinderea brațului înarmat în linie dreaptă spre țintă;
- prin degajament: un atac simplu și indirect, purtat în linia opusă prin ocolirea lamei adversarului pe dedesubt (în linia superioară) sau pe deasupra (în linia inferioară), executat prin acțiune degetelor înainte o dezvoltare;
- prin cupé: un atac simplu și indirect, purtat în linia opusă prin ocolirea lamei adversarului pe deasupra (în linia superioară) sau pe dedesubt (în linia inferioară), executat fie prin alunecare de-a lungul lamei adverse (în franceză coupé à la mouche), fie prin mișcare de flexiune a antebrațului pe braț urmată de extensie, fără contact cu fierul.

Atacul poate fi poate precedat de pregătiri, adică mișcări corpului sau lamei. Acțiuni pregătitoare corpului sunt deplasamente, apeluri (acțiunea de a lovi planșa cu unul dintre cele două picioare) și alunecări de picior. Pregătiri lamei sunt:
- atacuri pe fier în scopul de a deschide calea, de a deplasa lama adversă, sau de a atrage acestei în altă parte;
  - presiune: presiune laterală pe partea slabă a lamei adverse, cu contact permanent;
  - bătaie (în franceză battement): împingere pe partea slabă a lamei adverse;
  - forțare (în franceză froissement): alunecare de-a lungul lamei adverse, din partea slabă fierului până la partea tare;
- fente: mișcări brațului înarmat, trunchiului sau membrilor inferiori pentru a provoca o reacție adversarului.

### Acțiuni defensive
Acțiuni defensive are drept scop de a evita să fie lovit. Scrimerul poate:
- mișca înapoi (retragere);
- eschiva pe latura (italiană inquartata), spre în jos (italiană passata sotto) sau spre în sus (salt);
- para, fie prin blocare lamei, fie prin abatere lamei.

Retragerea și eschiva se numesc și „ieșiri în timp” (italiană uscite in tempo). Parade își iau numele de poziția de sosire: paradă de sixtă, parada de primă, ș.a.m.d. Acțiuni defensive pot să fie combinați cu acțiuni ofensivi: este vorba de acțiuni contraofensive.

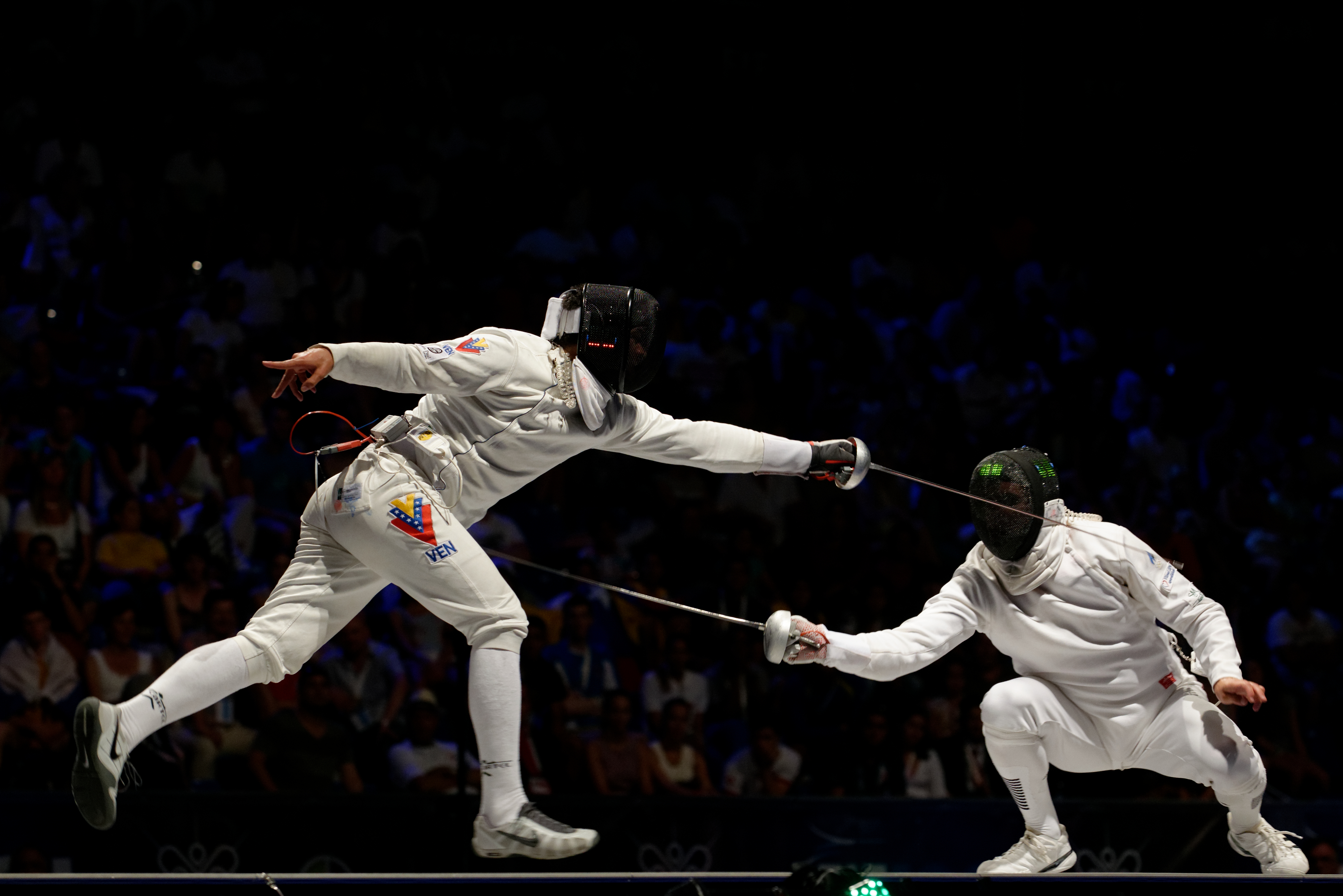
Contraatac la coapsă cu eschivă (dreapta) pe fleșă adversarului, la spadă
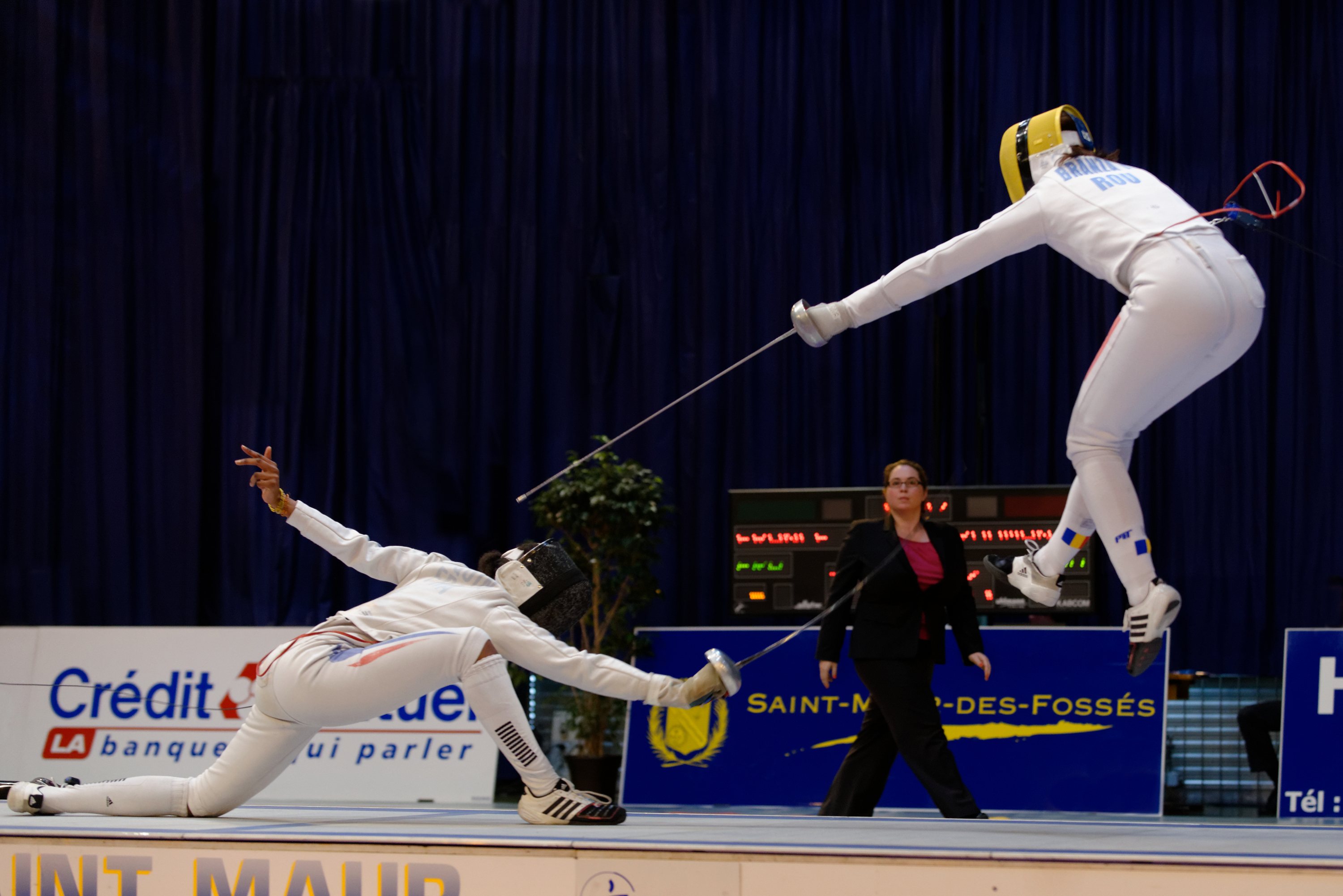
Eschivă spre în sus (dreapta) pe fleșă adversarului, la spadă
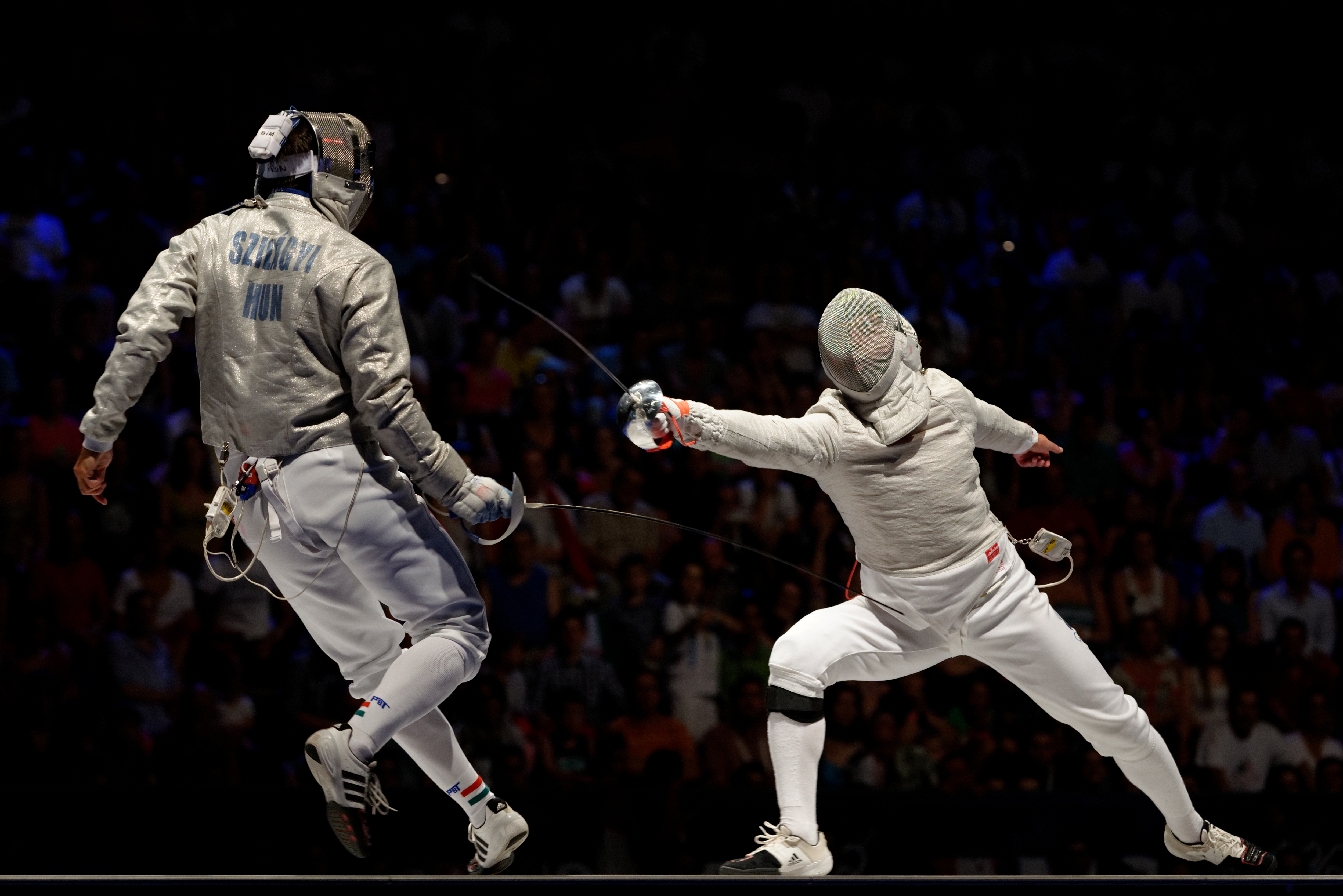
Retragere (stânga) pe fandare adversarului, la sabie
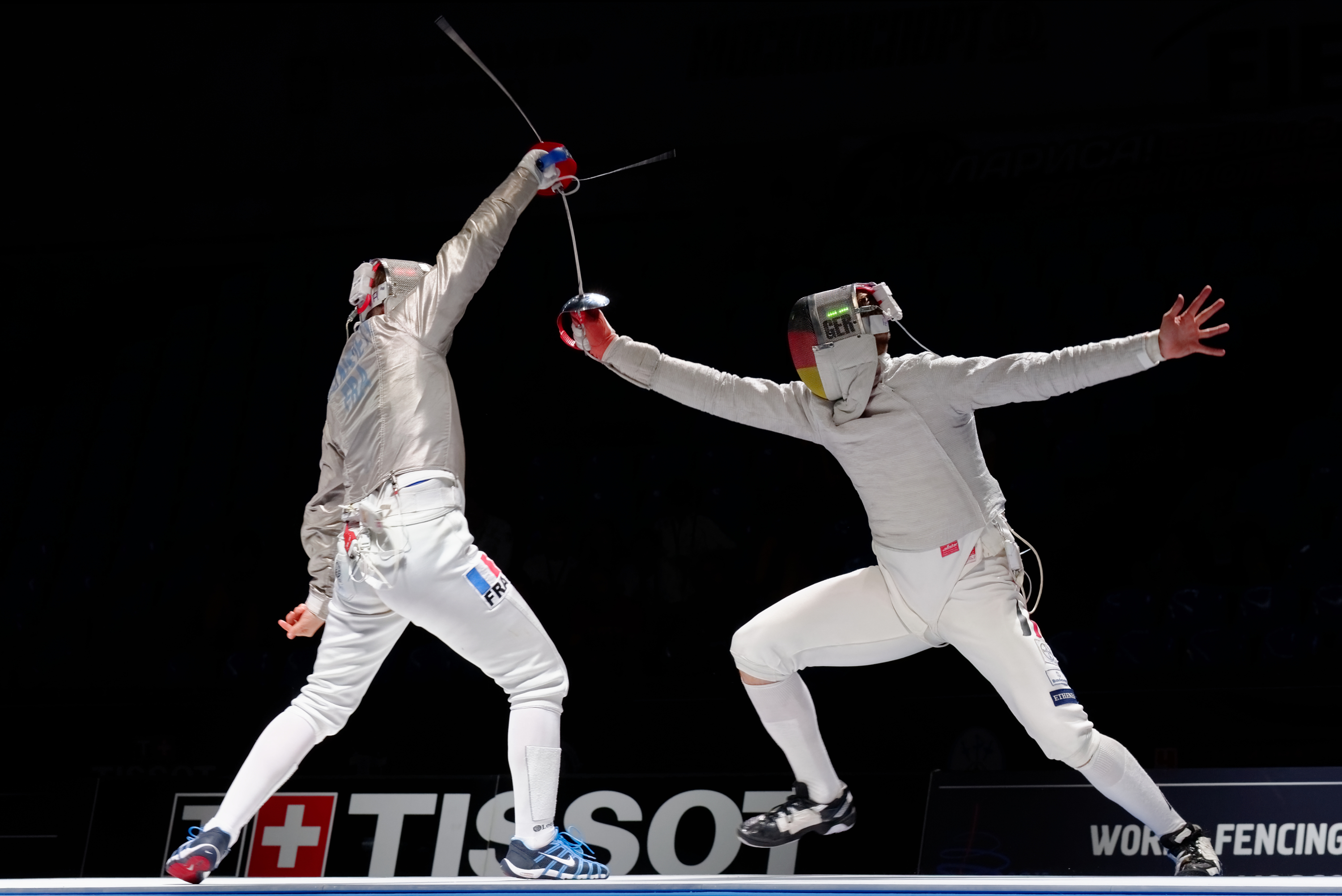
Paradă de chintă (stânga) pe fandare adversarului, la sabie

## Competiții

### Terenul
Terenul de scrimă este o suprafață plană rectangulară, care se numește planșă sau pistă (din franceză piste). Dimensiunile acesteia sunt de 14 m (lungimea) pe 1,5–2 m (lățimea). Planșa este marcată pe lungime cu cinci linii perpendiculare :
- o linie mediană trasată discontinuu (C);
- două linii de punere în gardă (G) la o distanță de doi metri de linia mediană;
- două linii de fund la o distanță de 7 metri de linia mediană.

Ultimii doi metri înainte de linia de fund (D) pe fiecare parte a planșei sunt identificate clar, de cele mai multe ori printr-o altă culoare sau cu hașuri. Zona (R) este un spațiu de siguranță pentru a ieși de pe planșă.
Dacă un trăgător depășește o limită laterală cu unul picior, meciul trebuie să se oprească și trăgătorul revine pe planșă. Când depășește o limită laterală cu ambele picioare, meciul trebuie să se oprească și adversarul avansează cu un metru la repunerea în gardă. Când depășește o linie de fund cu ambele picioare, este penalizat cu o tușă.

### Sistem de desfășurare
Sistemul de desfășurare competițiilor la cel mai înalt nivel a variat considerabil de-a lungul timpului cu privire la tipul probei (grupe sau tablou de eliminare directă) sau numărul tușei necesar pentru a câștiga. La Jocurile Olimpice de vară din 1896, meciurile s-au disputat în trei tușe la floretă și la sabie în cadrul unui singur tur de grup. Începând cu Jocurile din 1900 s-au organizat mai multe grupe și un juriu a fost însărcinat cu atribuirea victoriei. Meciurile de spadă s-au decis la o singura tușă. În prezent, meciurile la seniori se decid în 15 tușe la individual și în 45 tușe pe echipe.

#### Probele la individual
În competiții de tip Cupa Mondială se folosește un sistem mixt cu un tur de grupe și un tablou de eliminare directă. În faza grupelor, asalturile individuale durează 3 minute maximum sau până când un scrimer a obținut cinci tușe. Fiecare grupă include de la patru până la șapte trăgători. Fiecare scrimer îi întâlnește pe toți ceilalți din aceeași grupă. Clasamentul este determinat de următoarele criterii:
- numărul de victorii;
- diferența dintre numărul de tușe date (touches données sau TD) și tușe primite (touches reçues sau TR);
- cel mai mare număr de tușe date.

Foaia de rezultate are forma următoare:
| Nume      | # | 1  | 2  | 3  | 4  | 5  | 6  | V | V/M  | TD | TR | Indice |
| --------- | - | -- | -- | -- | -- | -- | -- | - | ---- | -- | -- | ------ |
| Ana       | 1 |    | V5 | D3 | V5 | V5 | V5 | 4 | 0,80 | 23 | 10 | +13    |
| Maria     | 2 | D1 |    | V5 | V5 | D3 | V5 | 3 | 0,60 | 19 | 11 | +8     |
| Roxana    | 3 | V5 | D0 |    | V5 | V5 | V5 | 4 | 0,80 | 20 | 10 | +10    |
| Ecaterina | 4 | D2 | D1 | D1 |    | V5 | V5 | 2 | 0,40 | 14 | 18 | -4     |
| Laura     | 5 | D2 | V5 | D1 | D2 |    | V5 | 2 | 0,40 | 15 | 21 | -6     |
| Olga      | 6 | D0 | D0 | D0 | D1 | D3 |    | 0 | 0,00 | 4  | 25 | -21    |

Tabloul înseamnă ca Maria a pierdut cu Ana (scor 1–5) și cu Laura (scor 3–5), dar a câștigat la cinci tușe (V5) cu Roxana, Ecaterina și Olga. Maria are patru victorii (V), adică un ratio de victorie pe înfrângere 0,80.
În meciurile de eliminare directă, se trag trei reprize a câte trei minute, cu o pauză de un minut între două reprize, sau 15 tușe. În caz de egalitate se trage un minut de timp.

#### Probele pe echipe
Ținta finală este obținerea a 45 de puncte sau a celui mai bun scor în limita timpului alocat. Fiecare echipă include trei trăgători, și eventual o rezervă. În formula „releul italienește” (în franceză relais à l’italienne), fiecare  trăgător îi întâlnește pe cei trei trăgători adverși: meciurile se trage în nouă relee a câte trei minute sau până scorul ajunge la un multiplu de 5. Astfel:
- repriza întâia: scorul maximum este 5;
- repriza a 2-a: se reia scorul unde s-a întrerupt la repriza anterioară, scorul maximum este 10;
- repriza a 3-a: se reia scorul unde s-a întrerupt la repriza anterioară, scorul maximum este 15;
- etc.

### Semnalizarea electrică

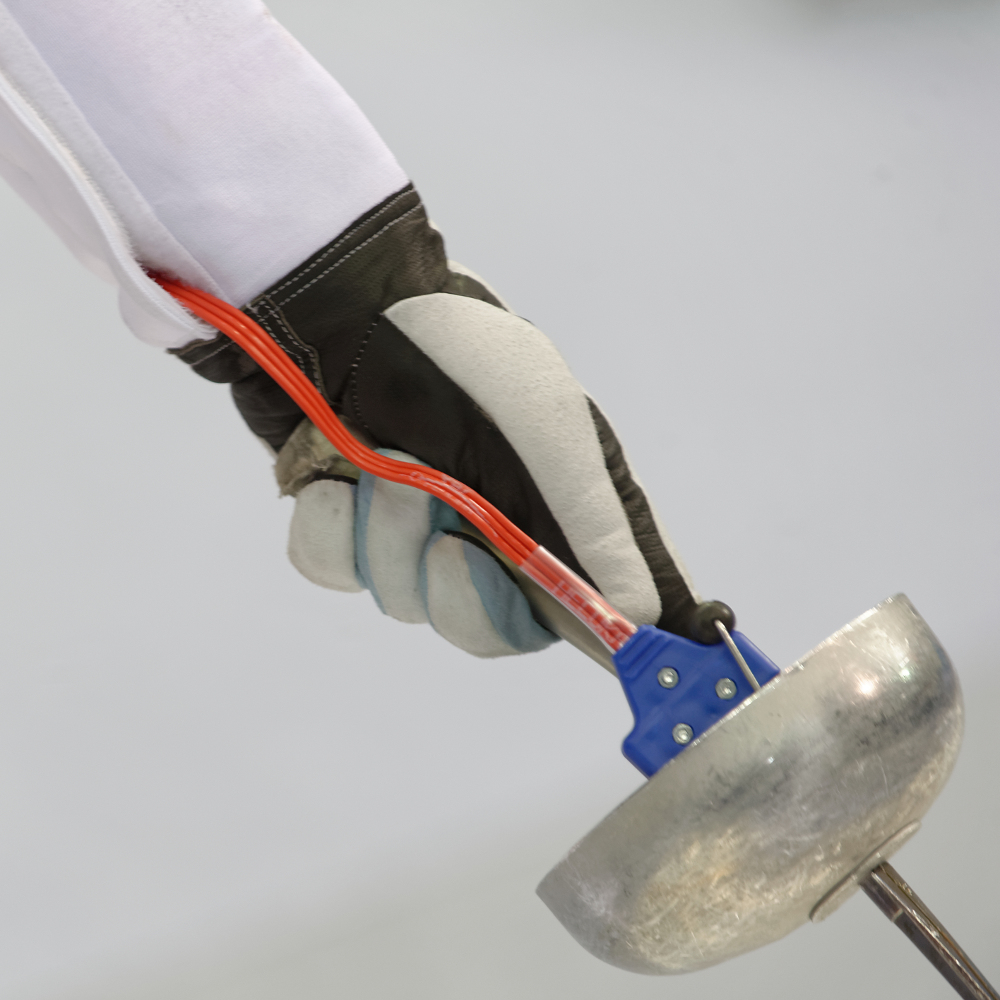
Firul de corp conectat la o spadă cu mâner francez

În fața arbitrului se află aparatul de semnalizare, care este prevăzut cu patru lămpi: o lampă albă și o lampă de culoare roșie sau verde pentru fiecare trăgător. În cazul unei tușe valabile, lampa colorată se aprinde din partea trăgătorului care a lovit. Lampa albă se aprinde în cazul unei tușe nevalabile (care ajunge pe suprafața nevalabilă). 
În acest scop, fiecare trăgător este legat de aparatul de semnalizare printr-un sistem complex. Arma este prevăzută în interiorul cochiliei cu o priză la care este conectat firul de corp. Acest fir trece sub bluza trăgătorului, de-a lungul brațului înarmat și laturi. Firul de corp este conectat, în rândul său, la o rolă situată la extremitatea planșei, care este legată la aparatul de semnalizare. La floretă și la spadă, un fir trece de-a lungul lamei, vârful servind ca întrerupător: presiunea exercitată pe arcul vârfului închide sau deschide, după caz, circuitul electric. În competițiile disputate la cel mai înalt nivel este folosit un sistem fără fir: firul de corp este legat la o unitate de comandă purtată de trăgătorii.

### Arbitrajul
Fiecare meci de scrimă este condus de un arbitru, care este responsabil de:
- controlul armelor, ținutei și materialului trăgătorilor;
- supravegherea bunei funcționări a aparatului electric;
- conducerea meciului și judecarea tușelor;
- conformitatea cu regulamentul și sancțiunea abaterilor;
- menținerea ordinei pe planșă sau în afara ei, inclusiv în public.

Arbitrul indică prin gesturi și comenzi deciziile pe care le ia. Limba oficială folosită în competițiile internaționale este franceza. Câteva comenzi sunt:
- en garde ! (în gardă!): trăgătorii iau poziția de gardă;
- êtes-vous prêt(e)s ? (sunteți gata?);
- allez ! (porniți!): lupta începe sau reîncepe;
- halte ! (stai!): lupta se oprește;
- attaque / arrêt / contre-attaque / remise (atac / oprire / contraatac / remiză): descrie acțiunii a frazei de arme;
- non valable (nevalabil): tușă în afara suprafeței valabilă (la sabie și la floretă);
- touche ! (lovit!);
- point ! (punct!).

La floretă și la sabie, arbitrul analizează fraza de arme, de pildă: „attaque parée, riposte non, reprise d'attaque touche” (atacul a fost parată, riposta nu a lovit, repriza a lovit).

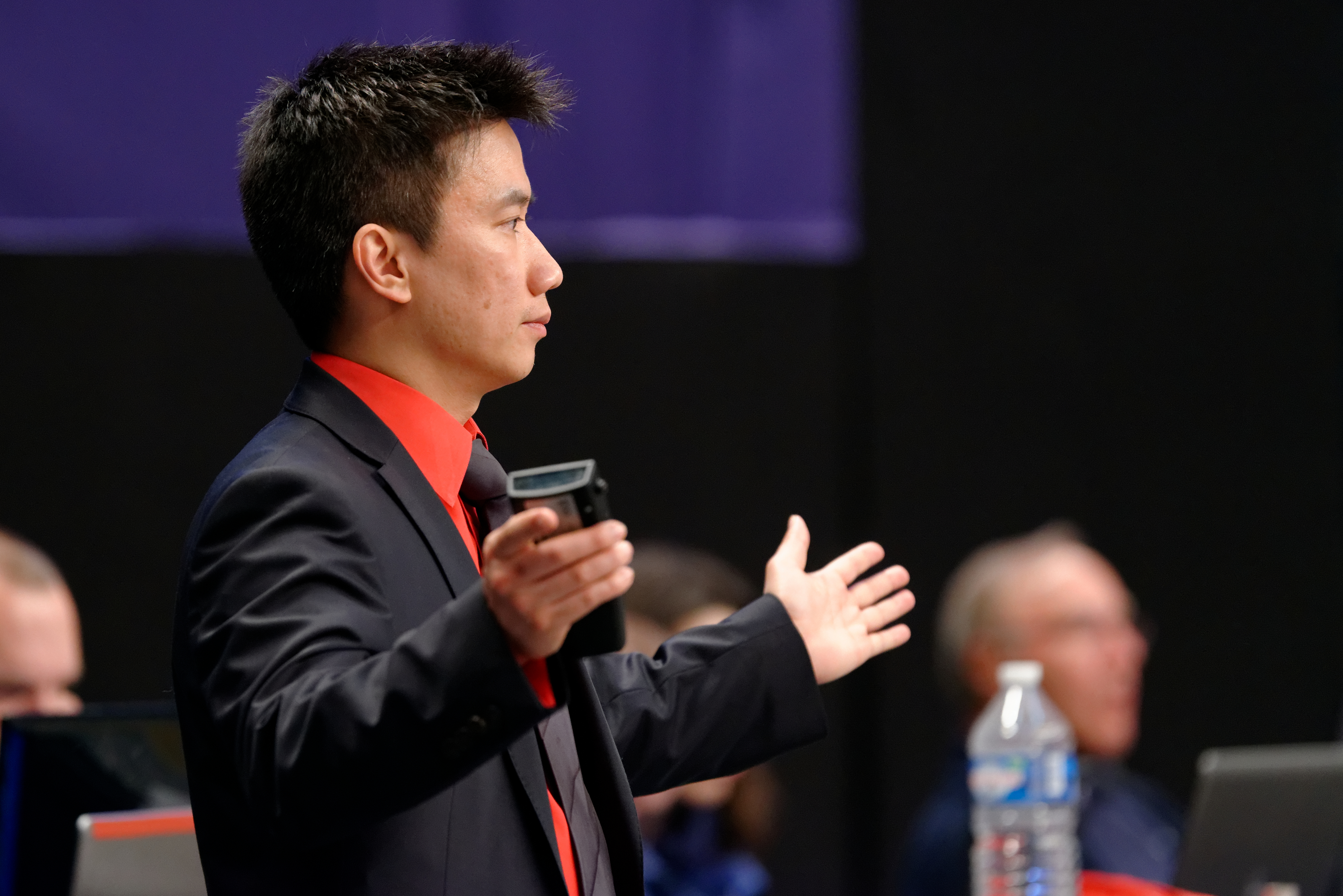
Prêts ? (sunteți gata?)
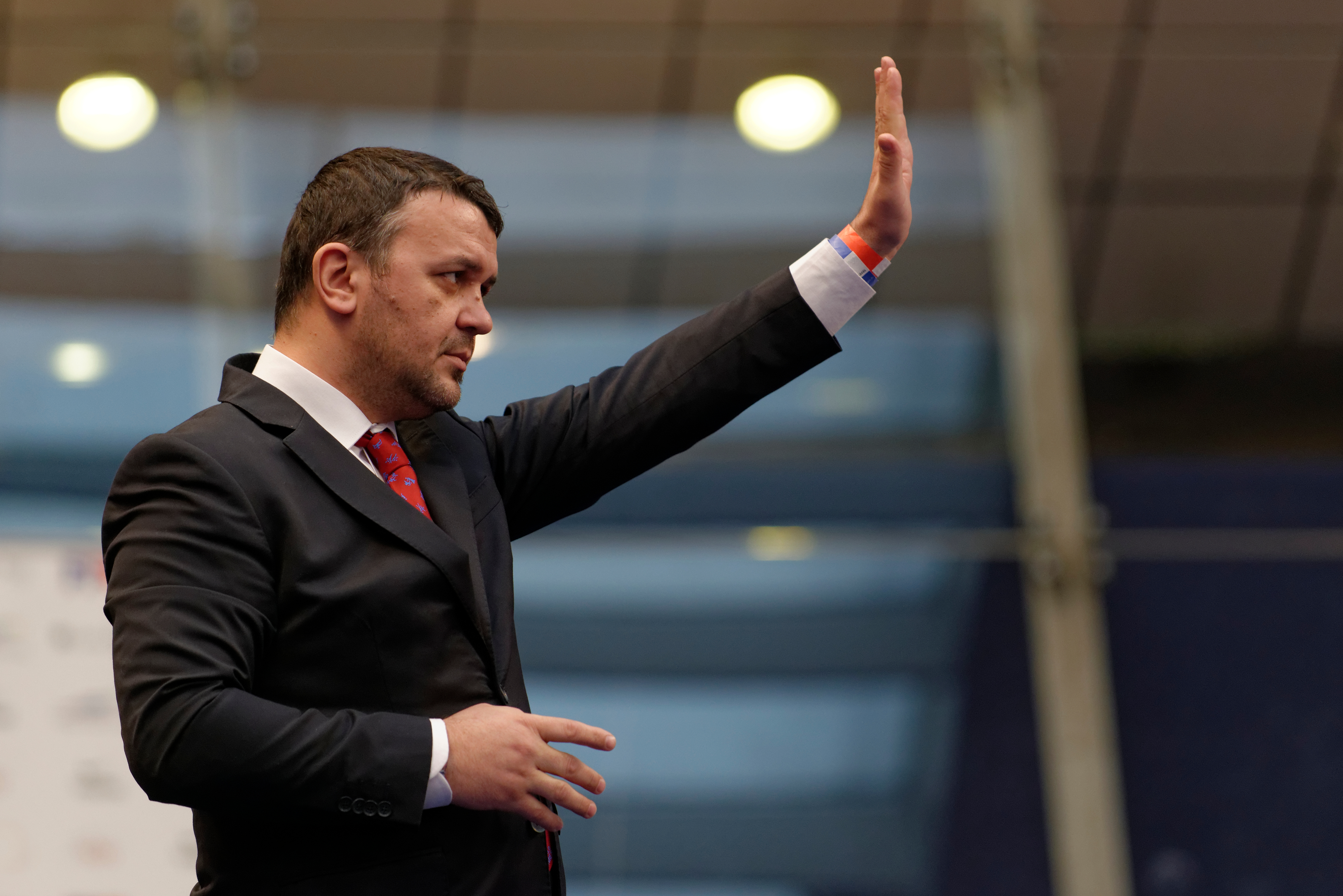
Halte ! (stai!)
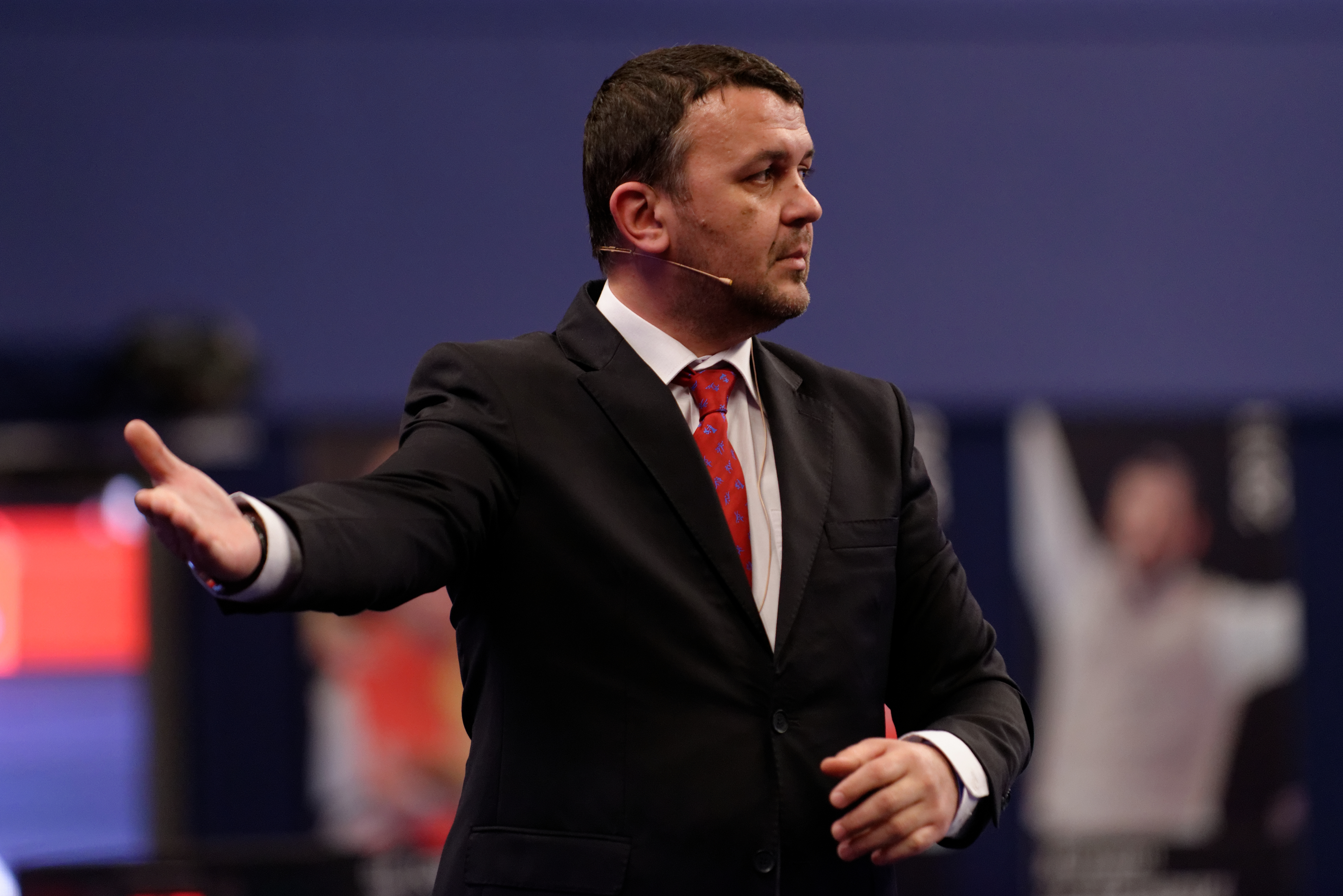
Touche ! (lovit!)
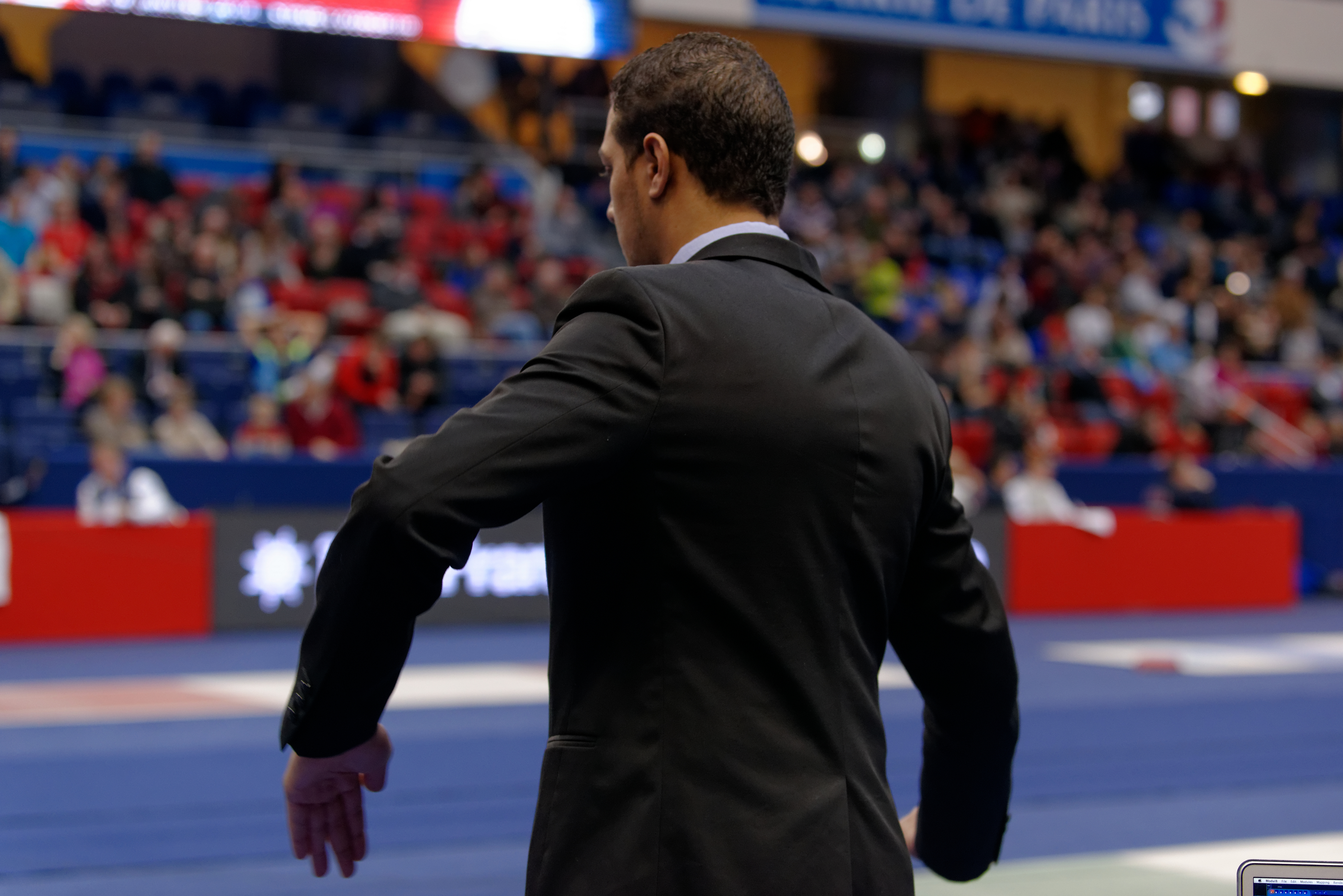
Non valable ! (nevalabil!), la floretă

### Sancțiunile
Sancțiunile sunt următoarele:

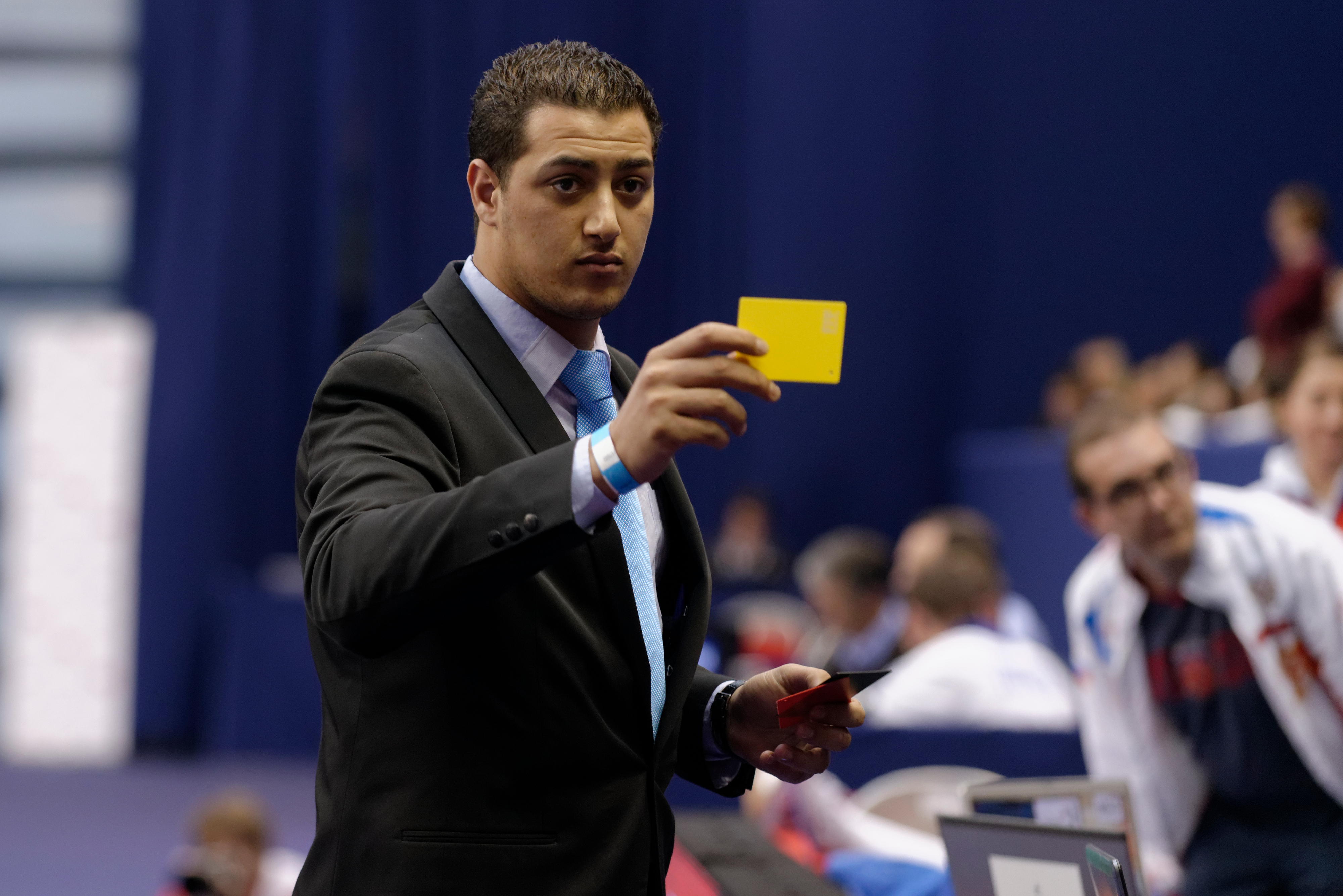
Arbitrul arată un cartonaș galben unui antrenor, care a tulburat ordinea

- cartonaș galben: avertisment (orice nouă abatere făcută de același trăgător aduce un carton roșu);
- cartonaș roșu: tușă de penalizare;
- cartonaș negru: descalificare din competiție;
- expulzarea de la locul competiției (aplicabilă antrenorului, anturajului sportivilor sau membrilor publicului care perturbă buna desfășurare a competiției).

### Competiții mari
Jocurile Olimpice de vară sunt cea mai importantă competiție la scrimă. Această disciplină este inclusă în programul olimpic încă de la prima ediție a Jocurilor Olimpice moderne din 1896. Din motive istorice, Federația Internațională de Scrimă este alocată doar zece probe de Comitetul Olimpic Internațional, chiar dacă sunt douăsprezece probe la competiții pe care ea organizează însăși din anul 2008. În consecință, două concursuri pe echipe sunt scoase de la programul la fiecare olimpiadă. 
Campionatul Mondial de Scrimă se desfășura în fiecare an din anul 1937, cu excepția anilor olimpice pentru probele prezente la programul olimpic.

## Vezi și
- Glosar de termeni din scrimă
- Scrimă la Jocurile Olimpice
- Scrimă în România